# Alberto Losada
Alberto Losada Alguacil é um ciclista espanhol nascido o 28 de fevereiro de 1982 na localidade barcelonesa de San Justo Desvern (Espanha).
Estreia como profissional em 2006 com a equipa Kaiku. Em 2006 fixou pela equipa Caisse d'Epargne-Illes Balears. Desde a temporada 2011 corre para a equipa russa do Katusha.

## Biografia
Losada passou a profissional no 2006 com a equipa Kaiku, fixando no ano seguinte pelo Caisse d'Epargne e no 2011 pelo Team Katusha. Até a data não tem conseguido nenhuma vitória como profissional no entanto no 2011 conseguiu dois bons resultados: um quinto posto de etapa na Volta a Suíça e um sétimo posto de etapa no Giro de Itália. Alberto Losada, conta com quatro participações no Giro de Itália e três na Volta a Espanha.

## Palmares
Não tem conseguido nenhuma vitória como profissional.

## Resultados nas Grandes Voltas
| Corrida            | 2006 | 2007 | 2008 | 2009 | 2010 | 2011 | 2012 | 2013 | 2014 | 2015 |
| ------------------ | ---- | ---- | ---- | ---- | ---- | ---- | ---- | ---- | ---- | ---- |
| Giro d'Italia      | -    | 60º  | -    | -    | 53º  | 55º  | 54º  | -    | 36º  | -    |
| Tour de France     | -    | -    | -    | -    | -    | -    | -    | 109º | -    | 58º  |
| Vuelta a España    | -    | -    | 24º  | -    | -    | 46º  | 37º  | Ab.  | 42º  | 31º  |
| Mundial em Estrada | -    | -    | -    | -    | -    | -    | -    | -    | -    | -    |

-: nã participa

Ab.: abandono

## Equipas
- Kaiku (2006)
- Caisse d'Epargne (2007-2010)
- Katusha (2011-)
  - Katusha Team (2011-2013)
  - Team Katusha (2014-)